# Wivenhoe (stacja kolejowa)
Wivenhoe – stacja kolejowa w mieście Wivenhoe pod Colchester, w hrabstwie Essex w Anglii. Obsługuje ok. 216 778 pasażerów rocznie (dane za rok 2021/2022).

## Charakterystyka
Stacja w Wivenhoe została otwarta 8 maja 1863 roku na nadmorskiej linii Tendring Hundred Railway obsługiwanej wówczas przez Great Eastern Railway. Od 1879 roku stacja nazywała się Wyvenhoe, od 1911 powrócono do oryginalnej pisowni Wivenhoe. Na potrzeby obsługi ruchu turystycznego (związanego głównie z żeglarstwem na rzece Colne) i przemysłu stoczniowego w pobliskiej wsi Rowhedge, w tym samym czasie co dworzec, otwarto w miasteczku dwa hotele – The Station Hotel i The Park Hotel. Z Wivenhoe można bez przesiadek dojechać do Londynu, a podròż trwa około 70 minut.

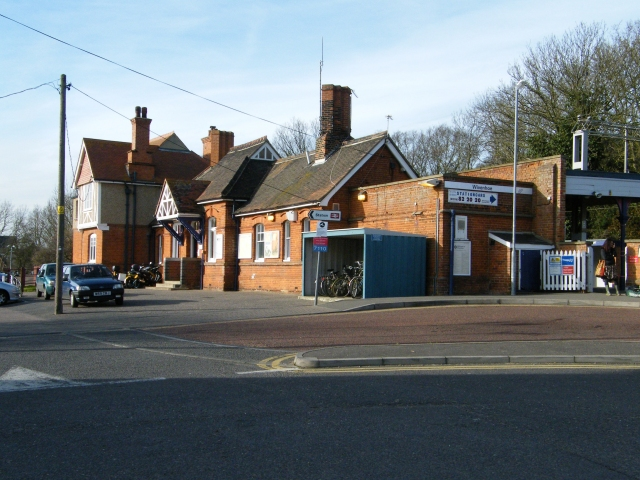
Dworzec w Wivenhoe od strony miasta (2008)

Nabrzeże rzeki Colne w pobliżu Wivenhoe (wieś Rowhedge), w 1910 roku